# Münster Electrochemical Energy Technology
Münster Electrochemical Energy Technology (MEET) ist eine zentrale Forschungseinrichtung an der Universität Münster. Im MEET Batterieforschungszentrum arbeiten rund 150  Mitarbeiter in der Forschung und Entwicklung elektrochemischer Energiespeicher. Hierzu zählen sowohl die Lithium-Ionen-Technologie als auch alternative Batteriesysteme, zum Beispiel Lithium-Metall-Systeme.

## Organisation
Das MEET wurde im Jahr 2009 als Einrichtung des Instituts für Physikalische Chemie der WWU gegründet und besteht seit 2013 als zentrale Forschungseinrichtung der WWU. Die Gründung erfolgte unter der Beteiligung vieler Wissenschaftler, mit den Gründungsdirektoren Martin Winter, Professor für Physikalische Chemie der WWU und wissenschaftlicher Direktor des MEET und  Gerhard Hörpel als kaufmännischer Direktor. 2011 wurde das MEET-Gebäude mit rund 2.500 m2 Labor- und Forschungsfläche bezogen. Die Finanzierung erfolgt hauptsächlich über öffentlich geförderte Forschungsprojekte, unter anderem durch das Bundesministerium für Bildung und Forschung (BMBF), Bundesministerium für Wirtschaft und Energie (BMWi), Bundesministerium für Umwelt, Naturschutz, Bau und Reaktorsicherheit (BMUB), das Land Nordrhein-Westfalen, die Europäische Union, die Deutsche Forschungsgemeinschaft (DFG) sowie durch Forschungskooperationen mit Industriepartnern.

## Forschung
Forschungsziele sind das Design und die Weiterentwicklung von elektrochemischen Energiespeichern mit höherer Energiedichte, verbesserter Leistung, höherer Sicherheit, längerer Lebensdauer und geringeren Kosten. Die Forschungsschwerpunkte umfassen die Bereiche Lithium-Ionen-Batterien sowie alternative Batteriesysteme, im Speziellen: Energie-Materialforschung, was die Entwicklung neuer Materialien für alle Komponenten der Batterie-Zelle (Kathode, Anode, Separator, Elektrolyt, Inaktivmaterialien), Elektrochemie, Zell-Alterung, Zell-Analytik, Recycling und Sicherheit, sowie Zelldesign und -entwicklung einbegreift.
Die Labore sind modular aufgebaut, mit den Modulen: Funktionsmaterialsynthese, Elektroden- und Zellherstellung, Zelltestung, Sicherheitstests, (Oberflächen-, Speziations- und Routine-) Analytik sowie elektrische Messtechnik. Im Technikum mit einem Trocken- und Reinraum wird die Produktion von Batteriezellen standardisiert und hochskaliert, so dass die Eignung der entwickelten Batteriematerialien und Batteriezellen für die industrielle Herstellung evaluiert werden kann. Über ein Methodenportfolio führt das MEET Post-Mortem-Analysen von gealterten Lithium-Ionen-Zellen durch. Im Sicherheitslabor BaSiL werden Abuse-Untersuchungen durchgeführt, die Aufschluss darüber geben, wie Batteriezellen bei mechanischen oder thermischen Belastungen reagieren.

## Battery Campus Münster
Die Kompetenzen im Bereich elektrochemischer Speicherlösungen und die Infrastruktur der lokal ansässigen Forschungseinrichtungen werden unter dem Dach des „Battery Campus Münster“ gebündelt. Zu den eingefassten Einrichtungen gehören neben dem MEET mehrere Professuren des Fachbereichs Chemie und Pharmazie der Universität Münster und das Helmholtz Institut Münster (HI MS) „Ionics in Energy Storage“, einem Institutsbereich des Forschungszentrum Jülich, das sich seit 2015 mit der mit dem Design und der Entwicklung von neuen Batterietechnologien basierend auf innovativen Elektrolyten beschäftigt.